# Saint-Donat (Puy-de-Dôme)
Saint-Donat ist eine französische Gemeinde mit 198 Einwohnern (Stand: 1. Januar 2022) im Département Puy-de-Dôme in der Region Auvergne-Rhône-Alpes (vor 2016 Auvergne). Sie gehört zum Arrondissement Issoire und zum Kanton Le Sancy (bis 2015 La Tour-d’Auvergne).

## Lage
Saint-Donat liegt etwa 44 Kilometer südwestlich von Clermont-Ferrand. Das Gemeindegebiet wird vom Fluss Tarentaine durchquert, in den an der südlichen Gemeindegrenze sein Zufluss Eau Verte einmündet. Umgeben ist Saint-Donat von den Nachbargemeinden Chastreix im Norden und Nordosten, Picherande im Osten, Saint-Genès-Champespe im Süden und Südosten, Champs-sur-Tarentaine-Marchal im Südwesten, Cros im Westen sowie Bagnols im Nordwesten.

## Bevölkerungsentwicklung

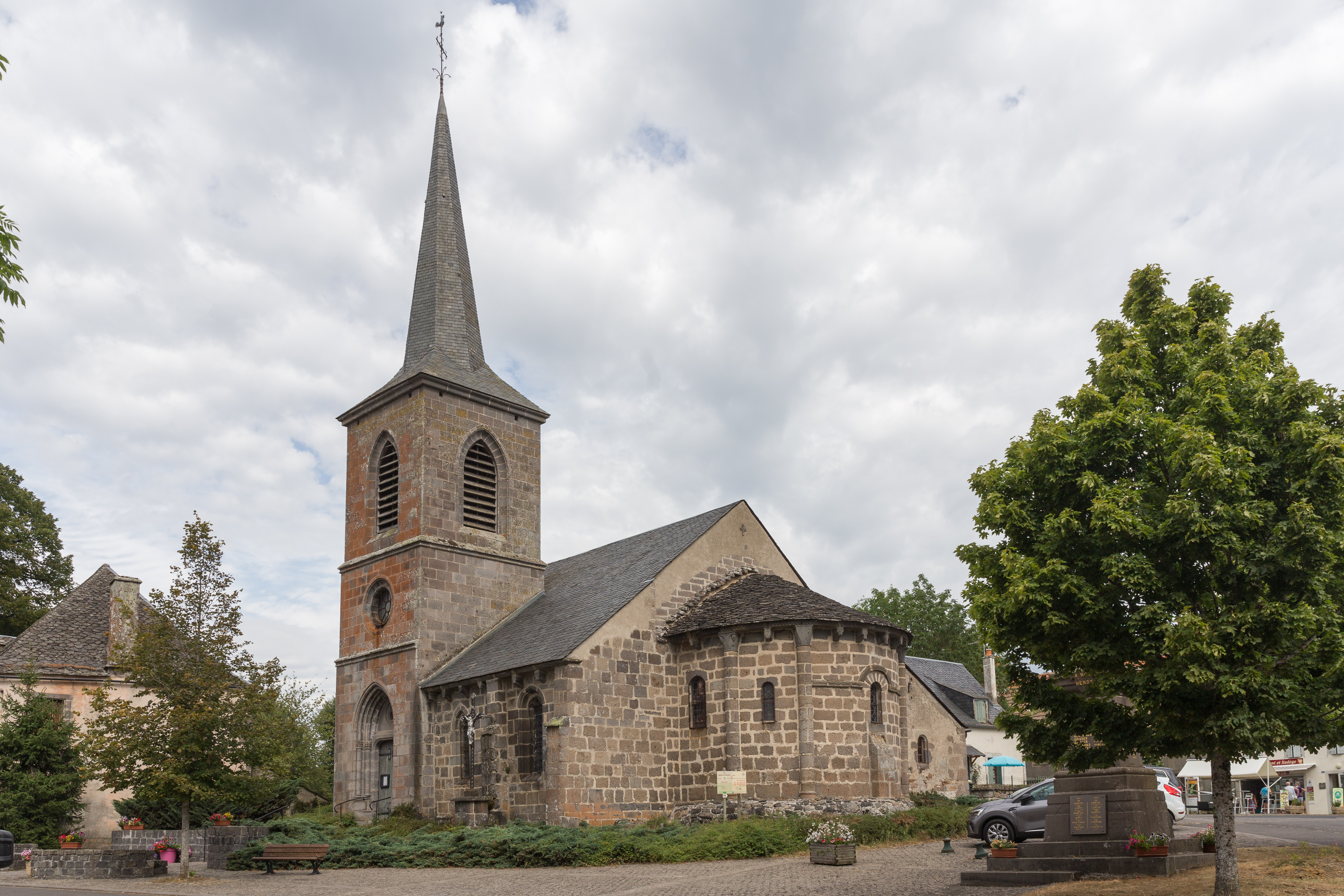
Kirche Saint-Donat

| Jahr                       | 1962 | 1968 | 1975 | 1982 | 1990 | 1999 | 2006 | 2013 |
| Einwohner                  | 675  | 587  | 466  | 410  | 334  | 280  | 245  | 252  |
| Quellen: Cassini und INSEE |      |      |      |      |      |      |      |      |

## Sehenswürdigkeiten
- Kirche Saint-Donat (auch: Kirche Saint-Sixte) aus dem 12. Jahrhundert, Monument historique seit 1947
- Reste der Zisterzienserinnenabtei La Vassin

## Gemeindepartnerschaft
Mit der französischen Gemeinde Gonfreville-Caillot im Département Seine-Maritime (Normandie) besteht eine Partnerschaft.